# Сент-Джон, Генри, 1-й виконт Сент-Джон
Генри Сент-Джон, 1-й виконт Сент-Джон (англ. Henry St John, 1st Viscount St John; крещен 17 октября 1652 — 8 апреля 1742) — английский политик и пэр. В 1685 году он был помилован за убийство.

## Ранняя жизнь и образование
Сент-Джон родился в 1652 году. Сын сэра Уолтера Сент-Джона, 3-го баронета (1622—1708), и его жены Джоанны Сент-Джон (1631—1705).
Он получил образование в Итонском колледже и Кембриджском университете, где он посещал колледж Гонвилл-энд-Киз в 1668—1669 годах и получил степень магистра в колледже Святого Иоанна в 1669 году. В 1702 году, он получил степень доктора гуманитарных наук в Оксфордском университете.

## Политическая карьера
Генри Сент-Джон заседал в Палате общин Англии от Вуттон-Бассета (1679—1681, 1685—1686, 1689—1695, 1698—1700) и Уилтшира (1695—1698). Он также служил заместителем лейтенанта графства Уилтшир (с 1683) и мировым судьей Уилтшира (с 1685).

## Дело об убийстве
В ноябре 1684 года он был главной фигурой в исключительно позорной драке, которая последовала за оправданием Эдварда Носуорси. Присяжные суда отправились в таверну «Глобус» на Флит-стрит, чтобы отпраздновать это событие. Там между Сент-Джоном и Фрэнсисом Стоунхаусом вспыхнула ссора, спор, как сообщается, «был рассуждением о скачущих лошадях», который закончился смертью старшины присяжных, сэра Уильяма Эсткорта. Сент-Джон и Эдмунд Уэбб, которые оба пронзили Эсткорта своими мечами, были признаны виновными в убийстве и приговорены к смерти. Мать Сент-Джона добилась для него помилования за объявленную цену в 16 000 фунтов стерлингов. Ожидалось, что Сент-Джон на некоторое время уедет за границу, но публично принял участие в следующих парламентских выборах в Вуттон-Бассет через несколько недель после завершения своего дела и был должным образом избран в первый парламент Якова II.

## Семья, пэрство и смерть

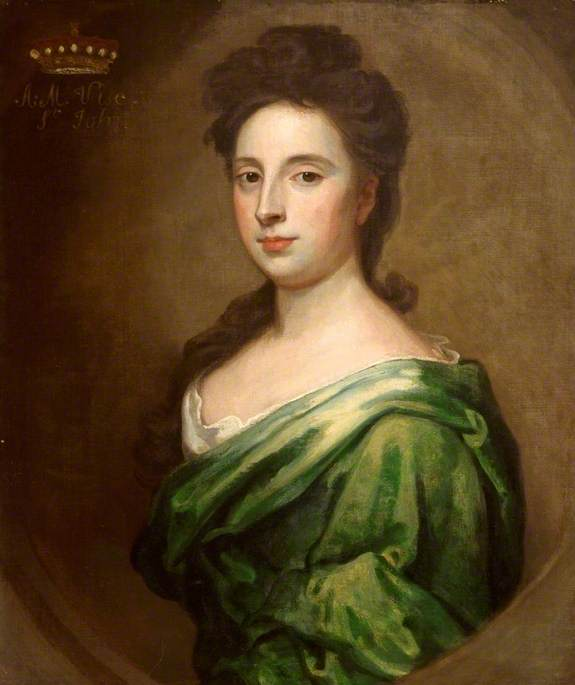
Анжелика Уортон, урожденная Пеллиссари, вторая жена 1-го виконта Сент-Джона

Генри Сент-Джон был дважды женат. 11 декабря 1673 года он женился первым браком на леди Мэри Рич (ок. 1652 — 30 сентября 1678), дочери Роберта Рича, 2-го графа Уорика. У супругов был один сын:
- Генри Сент-Джон, 1-й виконт Болингброк (10 октября 1678 — 12 декабря 1751), получил титул виконта в 1721 году

1 января 1687 года он женился вторым браком на Анжелике Магдалене Пеллиссари (? — 5 августа 1736), дочери Клода Пеллиссари, генерального казначея галер Людовика XIV, и вдова Филиппа Уортона из Эдлингтона, Йоркшир, от которой у него было трое сыновей и одна дочь:
- Достопочтенный Джордж Сент-Джон (1693 — январь 1716)[3]
- Джон Сент-Джон, 2-й виконт Сент-Джон (ок. 1695 — 26 ноября 1748), второй сын и преемник отца.
- Достопочтенная Генриетта Сент-Джон[2] (15 июля 1699 — 26 марта 1756), муж с 1727 года Роберт Найт, 1-й граф Катерлоу
- Достопочтенный Холлес Сент-Джон (ок. 1708 — 6 октября 1738)[3].

3 июля 1708 года после смерти своего отца Генри Сент-Джон унаследовал титул  4-го баронета. 2 июля 1716 года ему был пожалованы титулы  1-го виконта Сент-Джона из Баттерси в графстве Суррей и  1-го барона Сент-Джона из Баттерси в графстве Суррей, став членом Палаты лордов Великобритании.
Виконт Сент-Джон скончался 8 апреля 1742 года в возрасте 89 лет и был похоронен в церкви Святой Марии в Баттерси. Ему наследовал его второй сын от второго брака, Джон Сент-Джон.